# یدک دوچرخه

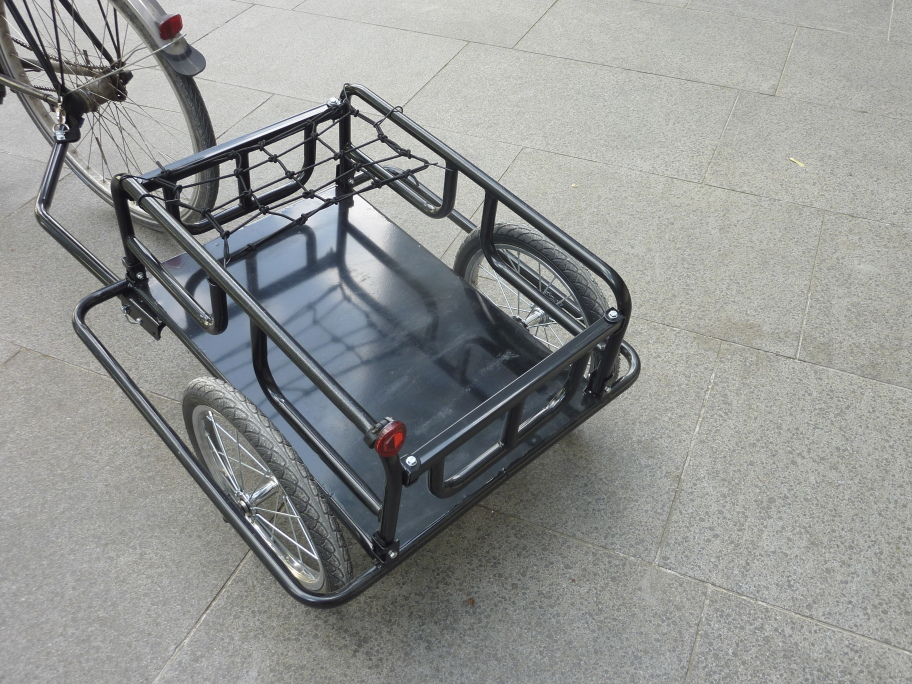
یک یدک دوچرخه که دو چرخ دارد.

یدک دوچرخه یک قاب یا محفظهٔ بی‌موتور است که به دوچرخه متصل شده و یدک کشیده می‌شود. امکان جابجایی بار یا افراد بر روی آن‌ها وجود دارد.

## نوع‌ها

### طبقه‌بندی بر اساس تعداد چرخ
- تک‌چرخ: در این مدل یدک تنها یک چرخ دارد. این نوع از یدک‌ها محمولهٔ سبک‌تری را نسبت به مدل دوچرخ می‌توانند حمل کنند. به دلیل تنها داشتن یک چرخ، می‌توانند سر پیچ‌ها همانند خود دوچرخه کج شوند و در نتیجه، نخست اجازه می‌دهند تا دوچرخه‌سوار با سرعت بالاتری بپیچد، و دوم اینکه اتصال ساده‌تری به دوچرخه مورد نیاز است. چرا که اختلاف زاویه‌ای بین دوچرخه و یدک متصل به آن به وجود نخواهد آمد.
- دوچرخ: این نوع از یدک‌ها دوچرخ در موازات یکدیگر دارند. معمولاً عرض بیشتری از خود دوچرخه دارند، و دوچرخه‌سوار باید مراقب این موضوع باشد. هنگام یدک کشیدن آن‌ها، با سرعت کمتری نسبت به یدک تک‌چرخ می‌توان حرکت کرد. از طرفی، بار سنگین‌تری را می‌توان با آنها جابجا نمود.

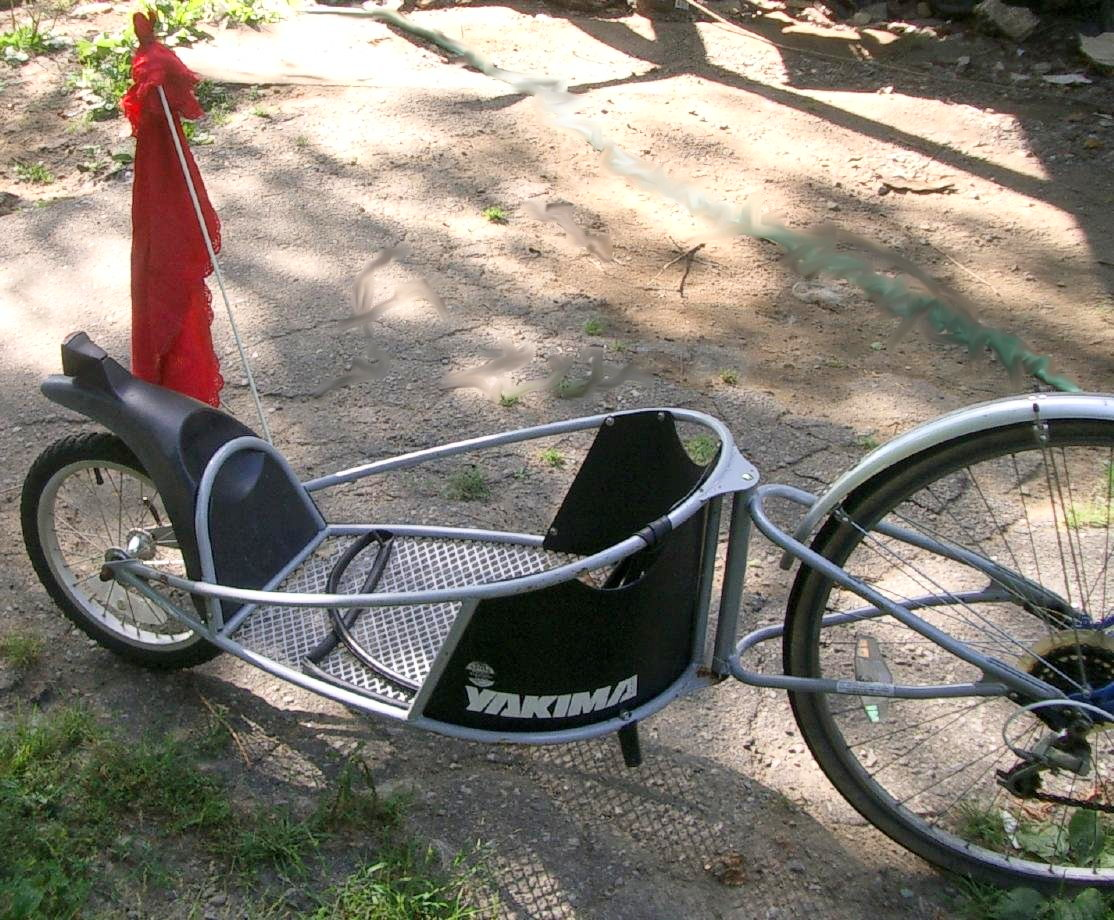
یک یدک تک‌چرخ، که به چرخ عقب دوچرخه وصل شده است.

### طبقه‌بندی بر اساس نوع بار
- هر نوع بار: ظرفیت این یدک‌های عمومی بین ۱۴ تا ۱۴۰ کیلوگرم است. دوچرخه‌سواران گاهی چند یدک را پشت‌سرهم قطار می‌کنند.
- مسافر بزرگسال: این نوع از یدک‌ها برای رفاه و امنیت بیشتر مسافر تنظیم شده‌اند. مرکز ثقل آنها از یدک معمولی پایین‌تر است، و فاصلهٔ بین دو چرخ آنها از یکدیگر بیشتر است تا در شرایط مختلف پایداری بیشتری نشان دهند. کمربند ایمنی نیز در این مدل استفاده می‌شود.
- کودک: پراستفاده‌ترین نوع یدک دوچرخه این مدل هستند. از هر دونوع یدک تک‌چرخ و گاهی دوچرخ هستند.
- کانو یا کایاک: برای حمل کالاهای طویل و سبک مانند کانو یا کایاک طراحی شده‌اند.

## پیوند به بیرون

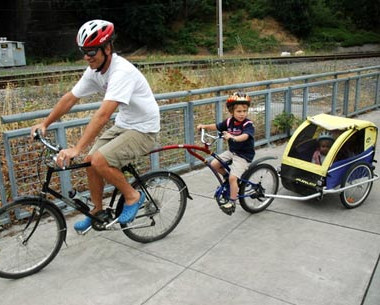
قطاری از دو یدک دوچرخه برای حمل کودکان.